# Цебрикова, Мария Константиновна
Мария Константиновна Цебрикова (8 июля 1835, Кронштадт, Санкт-Петербургская губерния — 2 марта 1917, Гаспра) — русская писательница, литературный критик, много времени посвятила просветительской деятельности и борьбе за равноправие женщин.

## Биография
Родилась 8 июля 1835 года в городе Кронштадт в семье военного офицера Константина Романовича Цебрикова.

Племянница декабриста Николая Романовича Цебрикова, способствовавшего выработке её общественно-политического взгляда. Она вспоминала об этом:
Дядя-декабрист дал политическое образование, но философию пришлось вырабатывать самоучкой. Право писателя пришлось брать с бою. 
Начало литературной деятельности Марии Константиновны относится к 1860 г., когда в «Русском вестнике» была напечатана под криптонимом Н. Р. ее повесть «Ошибка за ошибкой». Повести, рассказы, очерки, мемуары она публиковала и в дальнейшем: «Который лучше?», «Записки гувернантки», «Деревня в старину», «Мой отец» и др., но предпочтение отдавала критике и публицистике.

С переходом «Отечественных записок» под редакцию Н. А. Некрасова, стала их деятельной сотрудницей, работая также и в других журналах. Ей принадлежит длинный ряд критических этюдов, литературных портретов западноевропейских писателей, статей по женскому вопросу, публицистических и беллетристических очерков. Лучшие из них: «Псевдоновая героиня» (о романе И. А. Гончарова «Обрыв»), «Героини молодой Германии» (о романах Ф. Шпильгагена «Один в поле не воин», «Молот и наковальня»). Анализируя женские характеры в романе «Война и мир» в статье «Наши бабушки», писала:
Любовь, безответная преданность, самоотвержение, уменье очаровывать, мир гостиных и мир семьи — вот в чем состояла жизнь наших бабушек, вот что они завещали своим дочерям. Усмешкой горькою обманутого ожидания наши матери не встретили доставшееся им наследство; они приняли его как драгоценную святыню и неприкосновенно передали нам…
Усмешкой горькою мы, в свою очередь, не встретили наследства матерей наших, — обманутого ожидания не было. Мы рано из их собственной жизни поняли всю бедность этого наследства, все развращающее влияние вечной зависимости на женщину и сознали наши права на то, чтобы жизнь наша была в наших руках…

Сильные этим сознанием, мы вступаем на новый путь.
Из очерков большой популярностью пользовался рассказ, подписанный буквами Н. Р., «Дедушка Егор», изданный отдельно и разошедшийся в народе большим тиражом. Анализировала также творчество А. Ф. Писемского в «Гуманный защитник женских прав» (по поводу романа А. Ф. Писемского «Люди сороковых годов»), М. В. Авдеева, Ф. М. Решетникова, Н. Н. Златовратского, П. В. Засодимского, Н. Д. Хвощинской и др. писателей. В своих литературно-критических статьях Мария Константиновна решала не столько литературные, сколько публицистические задачи. Анализ произведений для нее зачастую был лишь поводом, чтобы высказать свое представление о задачах критики, новом герое, миссии писателя-гражданина.
Первые её статьи по педагогическим вопросам появились в журнале «Детский сад» в 1868 году, под псевдонимом М. Артемьева, вела регулярный библиографический отдел журнала, где помещались обзоры книг, входящие в список детского чтения. Несколько позднее она стала редактором и издательницей этого журнала, переименованного в «Воспитание и обучение». Здесь напечатано много её статей, критических заметок и беллетристических произведений, без подписи и под псевдонимами.
В 1872 г. училась на медицинских курсах в Швейцарии, где познакомилась с некоторыми представителями революционной эмиграции и, согласно полицейским источникам, участвовала в создании русской библиотеки и женского социал-демократического общества.
Цебрикова прилагала много усилий по защите прав женщины. Она очень активно участвовала в организации и работе женских курсов — Аларчинских и Владимирских. Также связана и с Высшими (Бестужевскими) женскими курсами, открывшимися в 1878 г., была членом комитета обществ, поддерживающих курсы. Постоянно проводила идею равноправия женщин, ратуя за то, чтобы каждая из них могла стать «воспитательницей, которая даст нам граждан… и сама будет гражданкой, работающей по мере сил на пользу общества».

Мария Константиновна внесла немалый вклад в борьбу. Понимая, так же как и Е. И. Конради, что не следует преувеличивать надежды на возможность получения женщинами в России настоящего высшего образования в связи с открытием курсов, тем более всестороннего решения «женского вопроса», она писала в предисловии к книге Милль Дж. С. «Подчиненность женщины»:
Наши женщины… сделали первый шаг, пробили себе узенькую тропинку к науке… этот шаг не должен возбуждать никаких преувеличенных надежд… цель его — свобода и равноправность — еще очень далека, и много труда и борьбы придется вынести нашим женщинам, чтобы достигнуть ее.
В 1881 году ей пришлось уйти с поста главного редактора журнала «Воспитание и обучение», после чего статьи за её авторством выходили нерегулярно.
В 1882 году, будучи уже популярной писательницей, Мария Константиновна Цебрикова, опубликовала воззвание к русским женщинам, связав корни «женского вопроса», с одной стороны, с освобождением крестьян из крепостной зависимости и «новыми экономическими комбинациями», а с другой стороны, с требованиями, предъявляемым обществом самим женщинам.
Её статьи также печатались и в других журналах, например, «Мимо цели» в «Педагогическом листке» в 1883 году, «Детская литература» в «Дело» в том же году, «Столетняя детская книга» в «Русская мысль» в 1888 году.

## Ссылка
Единая с революционерами по своей идеологии, однако никогда не одобряла насильственных методов их борьбы, в которой Россия, по ее мнению, теряла лучшую и наиболее талантливую часть молодежи. В то же время она не могла оставаться пассивным свидетелем произвола, и после безуспешных попыток организовать коллективный протест писателей решила сама «раскрыть глаза» царю на все происходящее.

В 1889 году написала одно из важнейших своих произведений — «Письмо Александру III», в котором обличала политический режим русского правительства, возвращавшего Россию к крепостнической системе. Само письмо является очень ценным, оно помогает понять, что пережили люди в пору «безвременья», как называл эти годы Салтыков-Щедрин. В письме Мария Константиновна критикует земельную и финансовую политику Александра III, описывает полуголодный народ и его существование, высокую смертность, ужасные условия труда. 
Знаете ли Вы, Ваше Величество, что какое-нибудь маловажное дело вроде ареста в рабочую пору за неуплату нескольких рублей может пустить по миру безбедно жившую крестьянскую семью?…На школы и больницы, на устройство приютов для детей, брошенных без призора, пока мать на работе, богаделен для престарелых бесприютных работников нет средств. А находятся средства на массу непроизводительных расходов: например, нашлись миллионы на покупку Мариинского дворца для государственного совета, имевшего приличное помещение; тратятся миллионы на министерство двора, управление имениями царствующей династии. 
В Париже опубликовала его и брошюры «Каторга и ссылка». По возвращении в Россию была подчинена надзору. 17 февраля 1890 была арестована, а впоследствии без суда сослана на три года в города северо-востока Вологодской губернии (Яренск, затем Сольвычегодск).
В 1892 году было разрешено переселиться под надзор полиции в Краснинский Смоленской губернии, в усадьбу Воробьеве, принадлежавшую прогрессивной издательнице О. Н. Поповой, где она продолжала заниматься литературной деятельностью, публикуя свои произведения под различными псевдонимами. С 1906 года жила в Смоленске. 25 лет прожила в провинции без права въезда в столицы Российской империи. Все эти годы она продолжала просветительскую деятельность, поддерживала обширную переписку с Л. Н. Толстым, В. В. Стасовым, С. А. Венгеровым, Э. Л. Войнич, С. М. Степняком-Кравчинским и другими.
Последние годы, по совету врачей, провела в Гаспре в имении Барбо-Кристо своего двоюродного брата Николая Николаевича Титушкина, где и скончалась 2 марта 1917 года. Здесь незадолго до смерти до нее дошла весть о свержении самодержавия.

### Повести и рассказы
- «Ошибка за ошибкой» (1860)
- «Маменьки» (1868)
- «Самодуры» (1873)
- «Записки гувернантки» (1873)
- «Дедушка Егор» (1873)
- «Старый Пафнутий» (1875)
- «Деревня в старину» (1891)

### Статьи, критика и публицистика
- «Наши бабушки» (1868) (По поводу женских характеров в романе «Война и мир»)
- «Женские типы в романах Шпильгагена» (1869)
- «Псевдоновая героиня» (1870)
- Предисловие к книге Дж. Ст. Милля «Подчиненность женщины» (1870)
- «Женщины американской революции» (1870)
- «Герои молодой Германии» (1870)
- «Англичанки романистки» (1871)
- «Теория воспитания Спенсера» (1871)
- «Из огня да в полымя» (1871)
- «Летописец темного люда» (1872)
- «Шелли» (1873)
- «Воспитательное значение литературы» (1876)
- «Чтение детей» (1877)
- «Жорж-Занд» (1877)
- «Народ в литературных эскизах. Повести и рассказы Златовратского» (1882)
- Внутреннее обозрение: о воззвании М. К. Цебриковой (1882)
- «Орден в петлице» (под псевдонимом Сц<ипион> Назика; 1883)
- «Мимо цели» (1883)
- «Чтение детей до 14 лет» (1887)
- «Поэт-мыслитель» (1887)
- «Чтение для подростков» (1888)
- «Столетняя детская книга» (1888) (О книге «История Сэндфорда и Мертона» Томаса Дая)
- «Мольер, его жизнь и произведения» (1888)
- «Письмо к Александру Третьему» (1889)
- «Наука для всех» (1889)
- «Превыспренные героини» (1891)
- «Детские типы современной беллетристики» (1893)
- «Беллетрист-народник» (1896)
- Очерк жизни Н. Д. Хвощинской-Зайончковской (1897)
- «Художник-психолог» (1900)

### Переводы
- «Эмиль XIX века» Эскирос А. (пер. с фр. 1871)
- «Записки Джонни Лёдлау» Вуд Э. (пер. с англ. 1874)
- «О компромиссе» Джона Морлея (пер. с англ. 1875)
- «Карьера Бьючемпа» Джорджа Мередита (пер. с англ. 1876)
- «Последнее путешествие Ливингстона по Африке» (пер. с англ. 1876)
- «История XIX века» Жюля Мишле (пер. с фр. 1883—1884)

### Основные произведения, изданные отдельно[3]
- «Детство Чарльза Диккенса» (СПб., 1877);
- «Детские рассказы» (1875);
- «Записки гувернантки» (1875);
- «Американки XVIII в.» (1871);
- «Мысль и труд», рассказы (1883);
- «К вопросу о любви и её морали» (1884);
- «Зелёный остров. Рассказ о том, что такое деньги, торговля и труд» (1878);
- «Сказка про трёх мужиков и бабу-ведунью» (1879)
- «Письмо Александру III» (1889)
- «Каторга и ссылка» (1897)